# Scoglio della Catena
Lo scoglio della Catena è un'isola dell'Italia, in Sardegna.